# Nino Torre
Marcelino Torre Canto (Sotrondio, Asturias, 24 de agosto de 1984), conocido como Nino Torre, es un abogado y político español. Hijo de Graciano Torre  en dos ocasiones consejero en el Principado de Asturias.  Fue secretario general de Juventudes Socialistas de España desde el 29 de abril de 2012 hasta el 28 de junio de 2017, siendo sucedido por Omar Anguita. Fue diputado en la Junta General del Principado desde abril de 2012 hasta las elecciones autonómicas del Principado de Asturias en 2019.

## Biografía
Licenciado en Derecho por la Universidad de Oviedo y máster de Asesoría Jurídica de empresas por la Escuela de Práctica Jurídica de la Universidad Complutense de Madrid, comenzó su andadura política afiliándose a Juventudes Socialistas en su municipio natal, San Martín del Rey Aurelio, llegando a ser secretario de organización de su agrupación local.
Tras el XIII Congreso Regional de Juventudes Socialistas de Asturias (JSA) celebrado en Colombres en diciembre de 2003, entró a formar parte de la ejecutiva regional como Vicesecretario General y Secretario de Formación. En noviembre de 2007, fue elegido secretario general de JSA en el XIV Congreso Regional celebrado en Llanera, cargo que mantiene hasta julio de 2012.
En el XXIV Congreso de Juventudes Socialistas de España, celebrado en Madrid entre el 27 y el 29 de abril de 2012, presentó su candidatura a Secretario General, resultando elegido con el 89,91 por ciento de los votos.
Formó parte de la candidatura del PSOE en las elecciones generales de noviembre de 2011 por la circunscripción de Asturias, sin bien, no obtuvo escaño en el Congreso de los Diputados. Posteriormente, fue incluido de nuevo en una candidatura del PSOE, en este caso, para las elecciones de marzo de 2012 a la Junta General del Principado de Asturias, siendo elegido Diputado.